# 马拉维地理

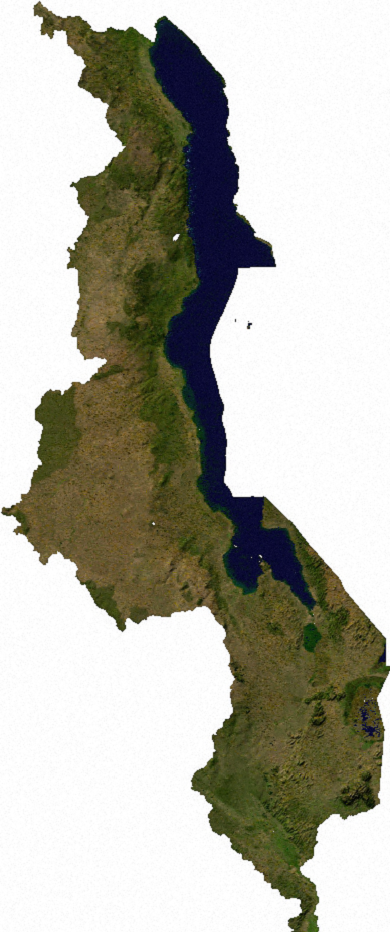
马拉维卫星图

马拉维位于非洲东南部，南北有東非大裂谷贯穿，谷底就是马拉维湖。裂谷的东西面为海拔达900－1200米的高原。北部地区的尼卡高原高达2600米。南部的希雷高地平均海拔600－1600米，不过也有松巴高原高2130米，和木蘭吉山达3050米。希雷河下游地势较低，海拔只有60－90米。
马拉维是非洲撒哈拉沙漠以南人口密度最高的国家之一，首府人口为400,000，最大城市布兰太尔人口在1998年达到500,000。

## 水系
马拉维湖是非洲第三大湖，占马拉维总面积的20％，因其长365英里、宽52英里而俗称“日历湖”。
希雷河出自马拉维湖南端，流经马拉维南部地区，最后注入400公里以南的赞比西河。

## 面积
- 总面积：118,480平方公里
- 陆地面积：94,080平方公里
- 水域面积：24,400平方公里

- 陆地边界线：

- 共计：2,881公里
- 交界国家：莫桑比克（1569公里），坦桑尼亚（475公里），赞比亚（837公里）

## 地形
- 海拔极限：

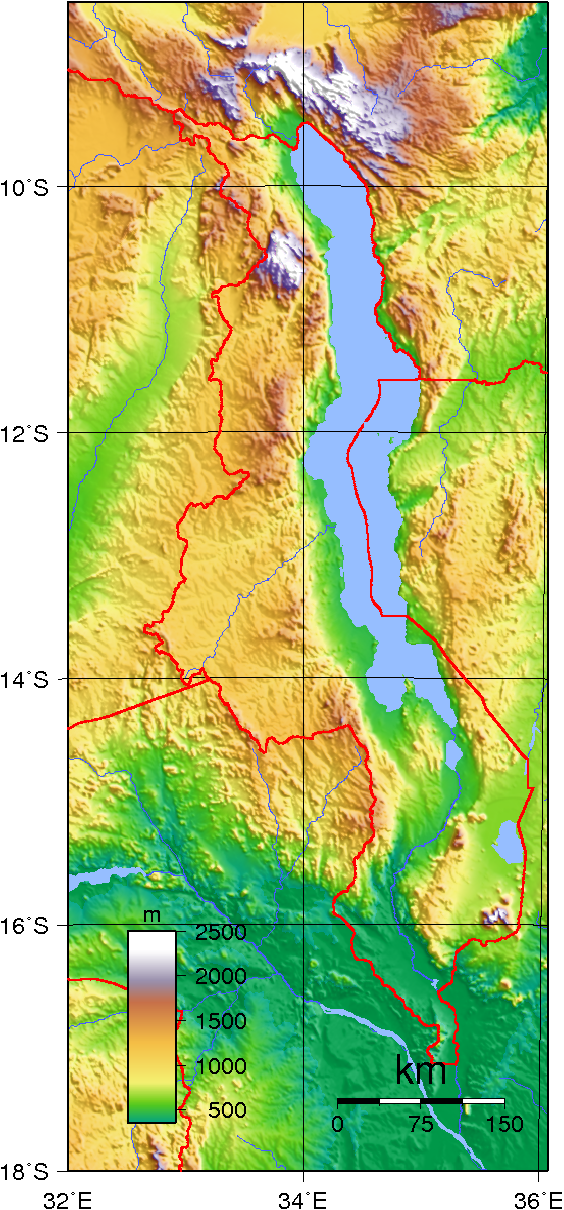
马拉维地形图

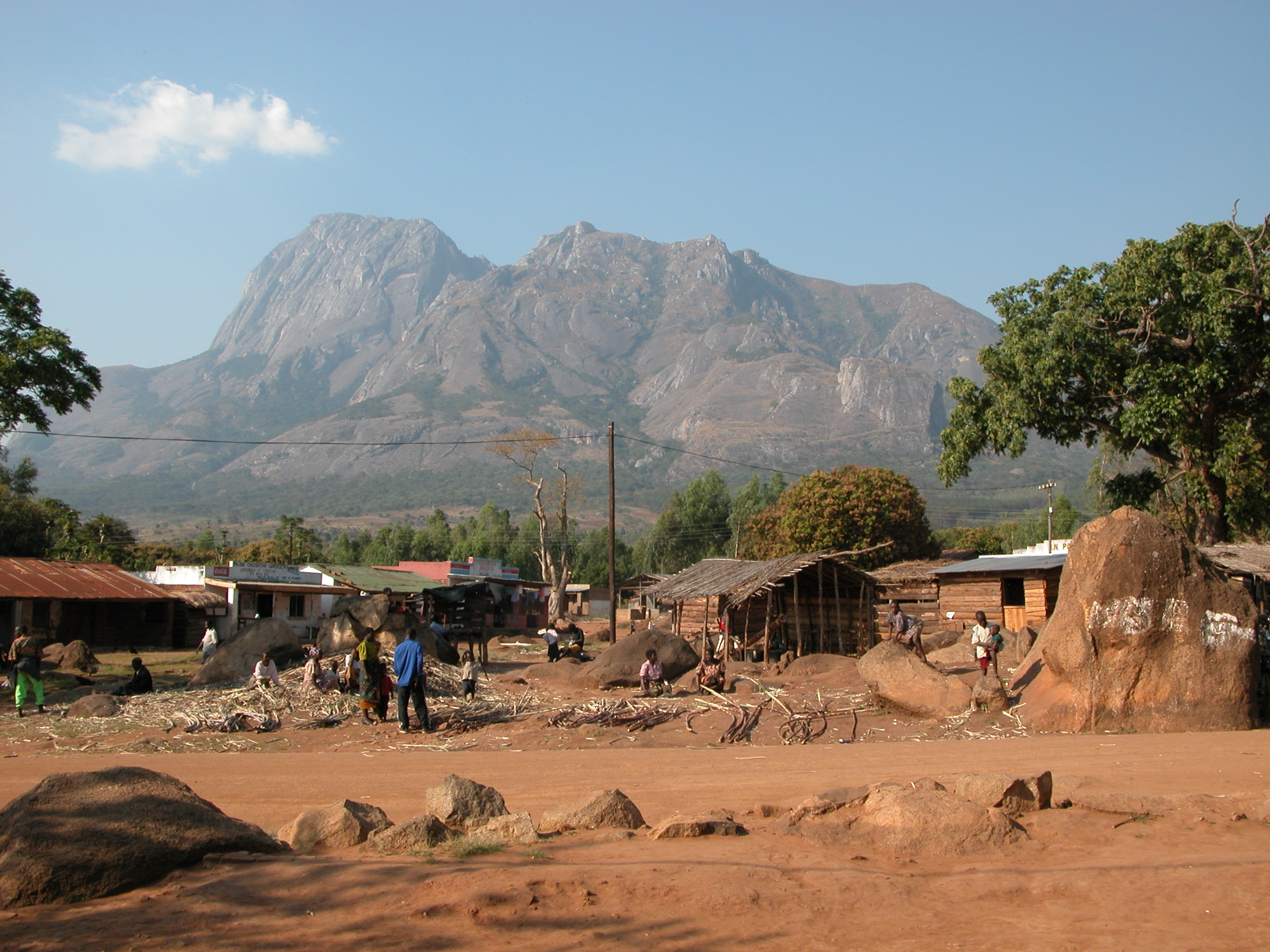
木兰吉山，马拉维最高峰

- 最低点：希雷河与莫桑比克边境交界处（37米）
- 最高峰：木兰吉山（3,002米）

- 土地使用：

- 可耕地：34%
- 可常获：0%
- 放牧的土地：20%
- 林地：39%
- 其他：7%

- 灌溉土地：280平方公里（1993年估计数）

## 自然资源
- 石灰石
- 可耕地
- 水力
- 铀矿
- 煤炭
- 铝土矿

## 氣候
因為差不多整個國家都處於高山之上，所以大部份地區的氣候垂直差异显著，为热带干湿季气候区的高地气候，普遍來說高山平原的氣溫十分溫和和穩定，但冬天的氣溫可以低至攝氏4度。而盆地的氣溫較為悶熱，最熱的時候可以攝氏39度，而每年的降雨量也因地理環境而有所差別，平均由600mm至3000mm不等。通常雨季由11月開始至5月，而5月至11月的降雨量很低。馬拉威因處於高原地帶，所以極少受到飓風、洪水等威脅。

## 国家公园

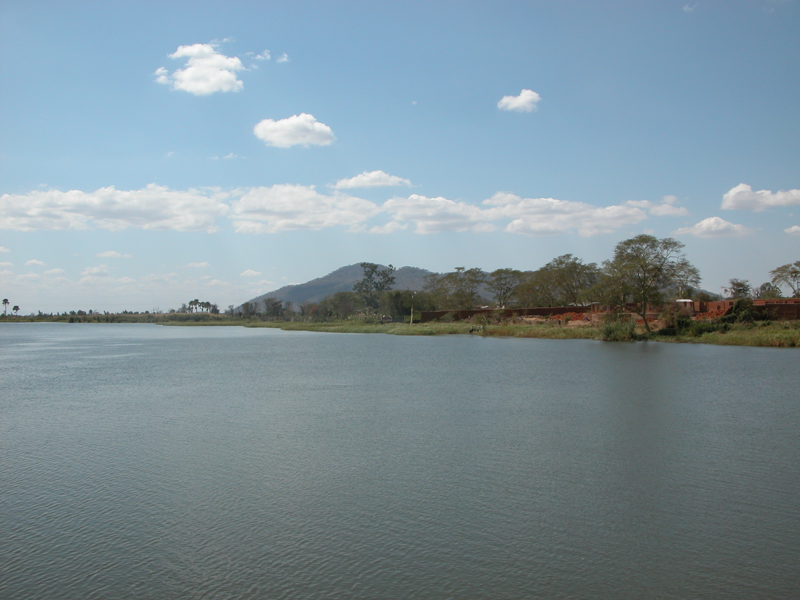
利翁代国家公园里的希雷河

马拉维设有5座国家公园（英语：Cape Maclear）：
- 麦克里尔角国家公园
- 卡松古国家公园
- 令圭国家公园
- 利翁代国家公园
- 尼卡国家公园

## 环境问题

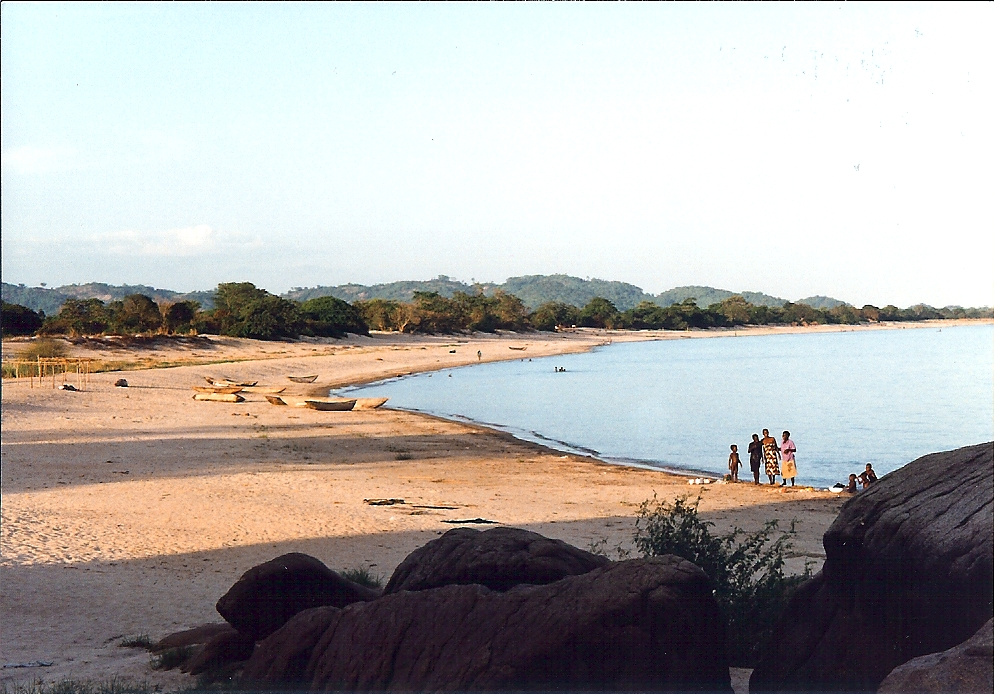
马拉维湖

- 过度砍伐森林
- 水土流失
- 农业溢流所导致的水污染
- 污水
- 工业废弃物
- 产卵场的淤积威胁鱼类